# Асцит
Асцит (др.-греч. ἀσκίτης — водянка, от ἀσκός — мех для хранения жидкости), брюшная водянка — скопление свободной жидкости в брюшной полости. Количество её может достигать 25 л. Асцит является следствием цирроза печени — в 75 % случаев, злокачественных новообразований — в 10 % случаев, сердечной недостаточности — в 5 % случаев. В клинической картине у пациентов отмечается увеличение объёма живота и прогрессирующее нарастание веса.

## Причины асцита

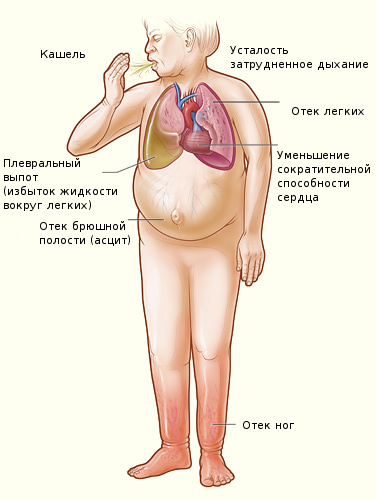
Основные проявления сердечной недостаточности. Асцит отмечен в центре изображения.

Асцит может представлять собой проявление общих расстройств кровообращения при болезнях сердца, формироваться в результате застоя крови в брюшной полости вследствие затруднения её оттока, а также ввиду ряда иных факторов.
Основные патогенетические механизмы:
- Застой крови в большом круге кровообращения при правожелудочковой сердечной недостаточности;
- Портальная гипертензия;
- Канцероматоз брюшины при выселении раковых клеток злокачественных опухолей органов брюшной полости в полость брюшины;
- Местный лимфостаз при филяриатозе лимфатических сосудов, собирающих лимфу из органов брюшной полости, или метастазах рака в регионарные лимфатические узлы;
- Гипопротеинемические отёки при голодании, болезнях почек;
- Экссудация в брюшную полость при перитоните различной этиологии, например, при туберкулёзе

и ряд других, встречающихся редко.

## Классификация асцита

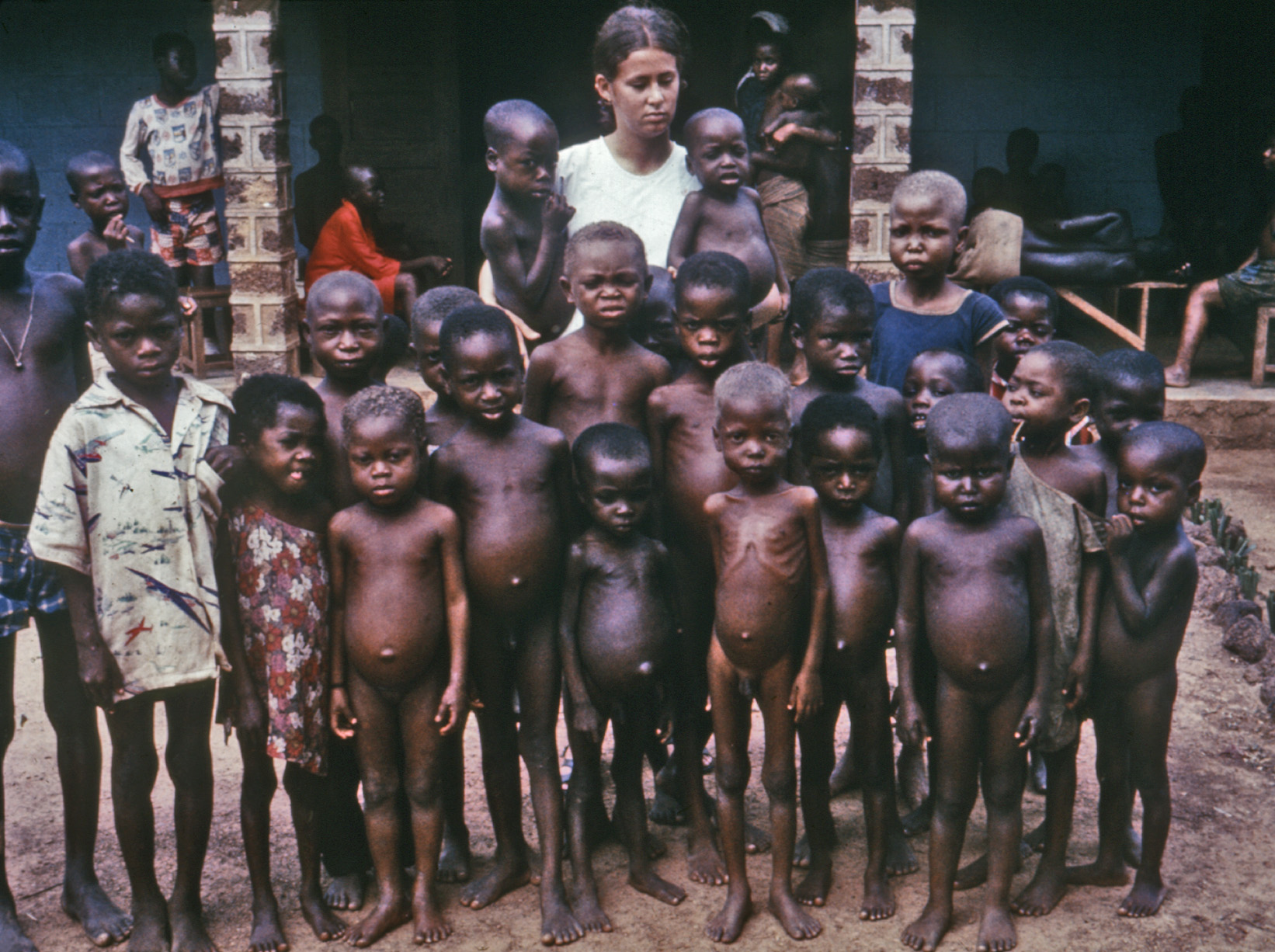
Дети с асцитом, обусловленным белковой недостаточностью (квашиоркором)

Асцит классифицируется в зависимости от количества жидкости, наличия инфицирования асцитической жидкости и варианту ответа на медикаментозную терапию.
1. По количеству жидкости в брюшной полости:
  - Небольшое количество жидкости.
  - Умеренное количество жидкости.
  - Значительное количество жидкости (напряжённый, массивный асцит).
2. По инфицированности содержимого:
  - Стерильное содержимое.
  - Инфицированное содержимое.
  - Спонтанный бактериальный перитонит.
3. По варианту ответа на медикаментозную терапию:
  - Асцит, поддающийся медикаментозной терапии.
  - Рефрактерный асцит, который не может быть устранён, или ранний рецидив которого не может быть адекватно предотвращён лечением.

## Признаки асцита
При большом асците живот равномерно увеличен, вздут, кожа его натянута, блестит; при портальной гипертензии асцит может сочетаться с расширением и извитостью подкожных вен передней брюшной стенки («голова медузы»). Часто наблюдается выпячивание пупка за счёт значительного увеличения внутрибрюшного давления и развития грыжи пупочного кольца. При скоплении незначительного количества жидкости в горизонтальном положении больного уплощается околопупочная область и выпячиваются фланки живота («лягушачий живот»). Для подтверждения диагноза используются визуализирующие (рентгенологические, ультразвуковой) методы исследования.
Наиболее частым осложнением асцита является спонтанный бактериальный перитонит. Он возникает при инфицировании асцитической жидкости, которое в 90 % случаев происходит спонтанно. У больных появляются боли в животе, повышается температура тела.

## Лечение
Устранение основной болезни. Для облегчения состояния больного назначают бессолевую диету, диуретики, катумаксомаб. Больным может производиться терапевтический лапароцентез, выполняются хирургические вмешательства.